# Хит (Тексас)
Хит (енгл. Heath) град је у америчкој савезној држави Тексас. По попису становништва из 2010. у њему је живело 6.921 становника.

## Демографија
Према попису становништва из 2010. у граду је живело 6.921 становника, што је 2.772 (66,8%) становника више него 2000. године.
| Група             | 2000.         | 2010.         |
| Белци             | 3.884 (93,6%) | 6.134 (88,6%) |
| Афроамериканци    | 34 (0,8%)     | 125 (1,8%)    |
| Азијати           | 56 (1,3%)     | 125 (1,8%)    |
| Хиспаноамериканци | 125 (3,0%)    | 431 (6,2%)    |
| Укупно            | 4.149         | 6.921         |